# Tatort: Kaltblütig
Kaltblütig ist ein Fernsehfilm aus der Krimireihe Tatort. Der Film des Südwestrundfunks von Regisseur Andreas Senn mit Ulrike Folkerts und Andreas Hoppe als Ermittler aus Ludwigshafen am Rhein wurde am Sonntag, 13. Januar 2013, erstmals im Ersten ausgestrahlt. Es handelt sich um die Tatort-Folge 859. Lena Odenthal bearbeitet ihren 57. Fall; für Mario Kopper ist es der 48.

## Handlung
Die Krankenschwester Roza Lanczek ist die Lebensgefährtin von Frank Brenner, der zusammen mit seiner Ex-Frau Katharina Brenner eine Baufirma leitet. Roza hat Frank ihren Wagen überlassen, damit er einen Lackschaden an der Fahrertür ausbessern kann. Die junge Frau kommt einen Tag früher als vereinbart in die Firma, um ihren Wagen abzuholen. Brenner ist gerade geschäftlich in Frankfurt, sodass Katharina Brenner ihr die Wagenschlüssel aushändigt.
Kriminalhauptkommissarin Lena Odenthal bekommt einen Anruf. Es gab einen Unfall, bei dem die Begleitumstände unklar sind. Der Bremsschlauch des Wagens wurde mit einem Messer angeschnitten und ist dann ausgefranst, wie später festgestellt wird. In dem Auto befand sich Roza Lanczek. Roza war im vierten Monat schwanger. Sie und ihr ungeborenes Kind können nicht gerettet werden. Ihrer Kollegin und Mitbewohnerin Claudia Miedel geht der Tod Rozas sehr nahe. Sie erzählt, dass Frank und Roza sehr glücklich gewesen seien und hätten heiraten wollen. Rozas Geheimnis sei es gewesen, dass sie Menschen durch ihre Art aus ausweglosen Situationen habe herausholen können. Frank habe die Firma verkaufen und mit Roza zusammen irgendwo anders neu anfangen wollen. Beide hätten sich sehr auf das Kind gefreut. Sie erfahren von ihr aber auch, dass Franks Schwester Anne wie eine Klette an ihrem Bruder hing und das Pärchen kaum einmal allein ließ.
In der Firma treffen Odenthal und Kopper nur auf Katharina Brenner, die sich betroffen über Rozas Tod zeigt. Von ihr erfahren sie, dass die Firma ihr und ihrem Mann immer noch gemeinsam gehört. Sie erzählt aber auch, dass Frank Brenner nach einer Gelegenheit gesucht habe, Roza loszuwerden. Sie kenne ihren Ex-Mann gut, nach einer gewissen Zeit werde ihm alles zu viel. Von der Schwangerschaft habe sie gewusst. Als Frank Brenner eintrifft und von seinem Angestellten Szymon Pecht erfährt, dass Roza tot ist, wendet er sich wortlos ab und geht zu seinem Auto. Erst Kopper gelingt es, ihn aufzuhalten. Konfrontiert mit der Aussage seiner Ex-Frau, hat er ganz plötzlich eine Pistole in der Hand und bedroht die Beamten. Sein Versuch zu entkommen schlägt aber fehl und er wird abgeführt. Hartnäckig verweigert er jede Aussage. 
Anne Brenner, die eine Galerie besitzt, äußert sich Odenthal und Kopper gegenüber sehr abfällig über Katharina Brenner, mit der ihr Bruder immer noch zusammenwohne. Sie benutze die Firma als Hamsterrad, um ihren Bruder zu halten und meint, Katharina habe Roza gehasst. Sie habe jede Frau gehasst, die Frank zu nahegekommen sei. Von Anne Brenner erfahren sie auch, das Katharina sich sehr gut mit Autos ausgekannt habe. Sie war auch in der Garage mit Rozas Wagen, wie die Ermittlungen ergeben haben. Als man Katharina mit Annes Aussage konfrontiert, sagt sie im Gegenzug aus, Anne sei es gewesen, die ihre Ehe mit Frank zerstört habe. Sie sei es, die es nicht ertragen könne, wenn ihrem Bruder eine andere Frau wichtiger sei als sie selbst. 
Brenner, der sich nun doch entschlossen hat auszusagen, gibt an, dass er anfangs sehr verliebt in Roza gewesen sei, ihre Schwangerschaft habe ihm jedoch Angst gemacht und da habe er sie loswerden müssen. Seine Darstellung der Manipulation des Bremsschlauches stimmt mit den Ergebnissen der Ermittlungen überein. Die weiteren Nachforschungen ergeben, dass auch Anne einen Schlüssel für die Werkstatt hatte. Von der im Vorzimmer tätigen Ines, mit der Brenner ebenfalls einmal ein Verhältnis hatte, erfahren die Beamten, dass Anne oft schlecht über Roza gesprochen habe. Frank habe seine kleine Schwester immer beschützt. Die Mutter sei bei der Geburt gestorben und der Vater sei mit den Kindern in einem Wohnwagen herumgezogen. Einmal habe er sie mit Benzin übergossen und anzünden wollen. Ihre Kindheit sei sicherlich die Hölle gewesen. 
Nachdem Anne ihren Bruder im Gefängnis besucht hat, gesteht nun sie plötzlich den Mord. Odenthal stellt aber fest, dass Anne Brenner es gar nicht gewesen sein kann, da sie zur Tatzeit in Friesland war. Brenner hat seine kleine Schwester nur dazu benutzt, um aus dem Gefängnis freizukommen. Die Ermittlungen ergeben, dass es Frank Brenner war, der das Auto manipuliert hat. Er wollte jedoch nicht Roza, sondern Katharina töten. Inzwischen ist Frank Brenner bei Katharina und klagt sie an, Roza den Wagen gegeben zu haben, obwohl sie von der Manipulation gewusst habe. Katharina schreit ihn an, dass er sie eiskalt habe umbringen wollen. Frank will wissen, warum sie ihn die Firma nicht habe verkaufen lassen, dann wäre das alles doch nie passiert.
Inzwischen haben die Kommissare von Anne erfahren, wo ihr Bruder sich aufhalten könnte und fahren zu dem alten Wohnwagen, in dem Frank und Anne als Kinder wohnten. Im Wohnwagen sieht Brenner sich wieder in die Zeit zurückversetzt, als er als Halbwüchsiger seine kleine Schwester vor dem Feuer retten wollte, obwohl er selbst voller Angst war. Odenthal und Kopper kommen rechtzeitig, um Schlimmeres zu verhindern. „Sie sind des Totschlags in einem besonders schweren Fall schuldig“, meint Lena später zu Katharina Brenner. „Sie haben Roza den Wagen gegeben, obwohl sie wussten, dass er eine gefährliche Waffe war.“ Katharinas Antwort: „Er wollte mich umbringen, wegwerfen wie Müll.“

## Produktion, Hintergrund
Die Dreharbeiten für diesen Tatort entstanden ab Februar bis zum 30. März 2012 in Mannheim, Ludwigshafen am Rhein, Wittlich und im Raum Baden-Baden. Beim Tatort Kaltblütig handelt es sich um eine Produktion des SWR in Koproduktion mit der Maran Film. Kaltblütig ist Andreas Senns dritter Odenthal-Tatort. Für den Drehbuchautor Christoph Darnstädt war es ebenfalls das dritte Mal, dass er für einen Tatort mit Odenthal und Kopper tätig wurde. Zuvor hatte Darnstädt in Zusammenarbeit mit Andreas Senn die Odenthal-Folgen Der Lippenstiftmörder und den Jubiläums-Tatort Vermisst inszeniert.

## Rezeption

### Kritik
„In der ‚Tatort‘-Folge ‚Kaltblütig‘ überzeugt vor allem Darstellerin Anna Loos – Ein Fall mit überraschendem Finale. […] Autor Christoph Darnstädt und Regisseur Andreas Senn haben schon die Jubiläumsfolge ‚Vermisst‘ (2009) erdacht und umgesetzt – einer der besten Odenthal-Krimis in über 20 Jahren. Das von der gestern ausgestrahlten Folge zu behaupten, wäre nun allerdings reichlich übertrieben. Aus dem Personal der (potenziellen) Verdächtigen sind fast alle so derart neben der Spur, dass sie mitunter wie Karikaturen wirken.“

Holger Gertz von der Süddeutschen.de war der Meinung, „dass es mal wieder nicht an den Schauspielern lieg[e], dass der Ludwigshafener Tatort ein zäher Braten geworden [sei],“ […] und zog das Fazit:

„Es gibt nicht viele Regeln im Leben, die man befolgen muss, eine davon gilt für Odenthal und Kopper so sehr wie für alle Routiniers da draußen: Entwickle ein Gespür dafür, wann es vorbei ist.“

T-Online stellte fest, dass [der Tatort] dank einer ausdrucksstark spielenden Anna Loos immerhin einige intensive Szenen zu bieten [gehabt habe]. Doch [wären] diese Momente insgesamt zu rar gesät. Man kam zu dem Ergebnis:

„Die Ludwigshafener Ermittler Lena Odenthal (Ulrike Folkerts) und Mario Kopper (Andreas Hoppe) blieben wie der komplette Fall fad und farblos.“

Niels Kruse von Stern.de fasste unter der Überschrift Langweilig statt kaltblütig zusammen:

„Es hätte ein guter Krimi werden können: intimes Kammerspiel, gute Schauspieler, Mordmotive im Dutzend. Doch am Ende war ‚Kaltblütig‘ aus Ludwigshafen doch nur ein öder Lena-Odenthal-‚Tatort‘.“

Lorenz Jäger von der FAZ wählte die Überschrift Dickicht der Ambivalenzen und fuhr fort:

„Die Geschwisterliebe eine Spur zu innig, ihre Erklärung eine Spur zu plakativ: Der Ludwigshafener ‚Tatort‘ zelebriert ein Psychodrama.“

Volker Bergmeister urteilte für tittelbach.tv und war der Ansicht, dass es sich um „einen klassischen Whodunit-Krimi gehandelt habe, der schnell geklärt schien:“

„Nicht nur die Grenzen zwischen Opfer und Täter sind fließend, auch die Bewertung verschwimmt zwischen ‚recht passabel‘ (wendungsreich, phasenweise spannend, stark besetzt) und ‚alles schon zigmal gesehen.‘ Eine Weiterentwicklung der Kommissarin, wie es sie über Jahre gab, ist nicht erkennbar. Dafür musiziert Kopper.“

Die Fernsehzeitschrift Hörzu vergab das Gesamturteil „gelungen“ und befand:

„Ein klug konstruierter Fall mit viel Spannung. Fesselnd: verzwickte Geschichte, verstrickte Gefühle.“

Von der Fernsehzeitschrift Gong wurden vier von sechs Punkten vergeben, was der Beurteilung gut entspricht:

„Ausgeklügeltes Spiel mit Motiven, Abhängigkeiten und Verlustängsten. Psychologisch fein austariertes Rätselraten mit prominenten Episodengaststars.“

### Einschaltquote
Die Erstausstrahlung von Kaltblütig wurde in Deutschland von 10,02 Millionen Zuschauern gesehen und erreichte einen Marktanteil von 26,1 % für Das Erste. Bei einer weiteren Ausstrahlung zur Primetime am Sonntag, 13. Oktober 2019 erreichte der Film 5,48 Millionen Zuschauer und einen Marktanteil von 16,1 %.